# Mydaea emeishanna
Mydaea emeishanna är en tvåvingeart som beskrevs av Feng och Deng 2001. Mydaea emeishanna ingår i släktet Mydaea och familjen husflugor.
Artens utbredningsområde är Sichuan (Kina). Inga underarter finns listade i Catalogue of Life.